# Poduri, Mureș
Poduri este un sat în comuna Valea Largă din județul Mureș, Transilvania, România.